# 五龙背东站
五龙背东站是沈丹客运专线上的一座车站，座落在中国辽宁省丹东市振安区五龙背镇毛绢厂附近的半山坡，距沈阳南站194公里。2015年5月车站主体工程全部结束，并于同年9月1日投入使用。车站规模为2台4线（含到发线2条），占地面积为：站房1998平方米、站台6300平方米。

## 历史
- 2015年 - 五龙背东站建成启用。